# Shōnen-ai

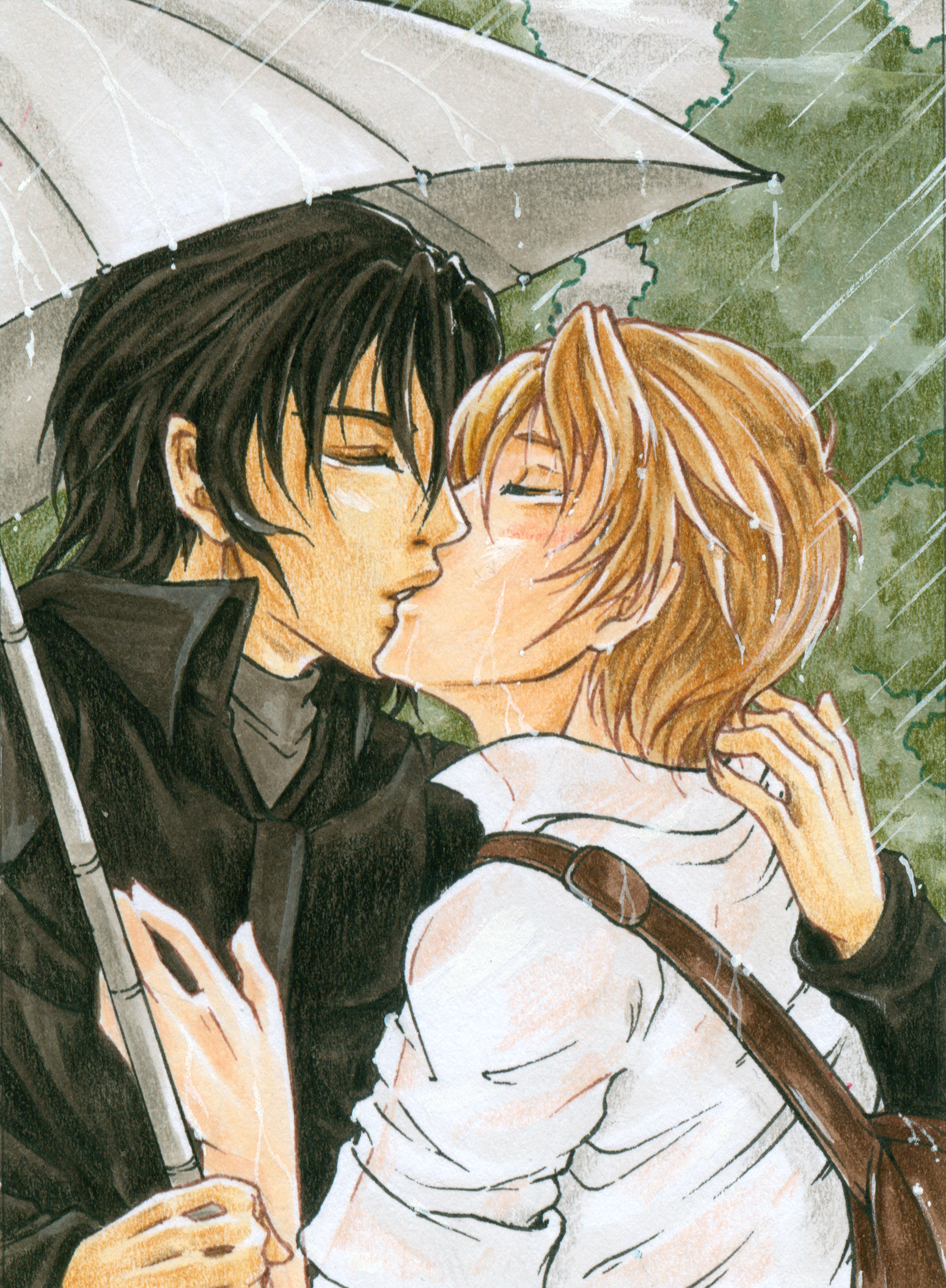
Exempel på shōnen-ai-illustration.

Shōnen-ai (japanska: 少年愛 — 少年?), från shōnen (ung man) + ai (kärlek), är en genre i manga och anime som handlar om kärlek mellan unga män. Det finns också yaoi-romaner med illustrationer i typisk manga-stil. Termen har på senare tid till stor del ersatts av den japansk-engelska termen Boys' Love (ボーイズラブ bōizu rabu) i ursprungslandet Japan. Genren är mycket populär både i Japan och i väst, där den står för några av de största försäljningsframgångarna.
Både skaparna av shōnen-ai och deras publik är nästan uteslutande ung och kvinnlig, både i Japan och i väst. Den kvinnliga dominansen förklaras ofta med att de uteslutande manliga förhållandena utesluter kvinnor på ett icke-hotande sätt som gör det lätt att uppskatta och identifiera sig med karaktärerna på ett sätt skiljt från heterosexuella förhållanden. Karaktärerna är ofta vackra, ett fenomen som på japanska är känt som bishōnen — vacker ung man. Uppskattningen av intima relationer mellan män sägs också vara en kvinnlig motsvarighet till den vanliga manliga uppskattningen för lesbiska kvinnor (se shōjo-ai och yuri).
Shōnen-ai är inte lika sexuellt som den närbesläktade genren yaoi och handlar traditionellt om romantiserade manliga förhållanden mellan yngre rollfigurer. Serier av och för homosexuella män hänförs till genren bara, också kallad Men's Love, som är skild från shōnen-ai.
I Sverige har förlaget Mangismo gett ut shōnen-ai på svenska, bland annat Gravitation och Demon Diary.

## Några shōnen-ai-serier
- Junjou Romantica (japansk)
- Descendants of Darkness/Yami no matsuei (japansk)
- Earthian (japansk)
- FAKE (japansk)
- Gravitation (japansk)
- Kizuna (japansk)
- Loveless (japansk)
- Mirage of Blaze (japansk)
- Off*Beat (amerikansk)
- Suki na mono wa suki dakara shōganai! (japansk)
- Weiss Kreuz (tysk)
- Kirepapa (japansk)
- Sekaiichi hatsukoi (japansk)
- Yami no mutsei
- Ai no Kusabi
- Angels Feather
- Papa to kiss in the dark
- Level C
- Gakuen Heaven
- Fuyu no semi ["Winter Cicada"]
- Haru wo daiteita